# Solariola cajetanibelloi
Solariola cajetanibelloi (лат.) — вид жуков-долгоносиков рода Solariola из подсемейства Entiminae. Назван в честь Gaetano (Bellò) (латинизированное Cajetanus), младшего внука одного из авторов (Bellò).

## Распространение
Встречаются в Италии, Калабрия (Cosenza, Cetraro, Pistuolo Mount), около “Il Rifugio”, на высоте до 700 м.

## Описание
Жуки-долгоносики мелкого размера с узким телом, длина от 2,60 до 3,20 мм, ширина надкрылий 1 мм, длина рострума от 0,40 до 0,50 мм, ширина от 0,30 до 0,40 мм. От близких видов отличается субпараллельными боками надкрылий, короткими и коренастыми ногами, красновато-коричневым оттенком кутикулы. Основная окраска тела коричневая. Усики 11-члениковые булавовидные (булава из трёх сегментов). Глаза редуцированные. Скутеллюм очень мелкий. Коготки лапок одиночные. Встречаются в песчаных почвах. Предположительно ризофаги.

## Таксономия
Впервые был описан в 2019 году итальянскими энтомологами Чезаре Белло (Cesare Bello, Верона, Италия), Джузеппе Озелла (Giuseppe Osella, Верона) и Козимо Бавьера (Cosimo Baviera, Messina University, Мессина). По признаку коренастого широкого тела и отсутствию на пронотуме специализированных щетинок (echinopappolepida) включают в состав видовой группы Solariola gestroi трибы Peritelini (или Otiorhynchini).